# Ramajendas frigidus
Ramajendas frigidus är en djurart som tillhör fylumet trögkrypare, och som beskrevs av Giovanni Pilato och Maria Grazia Binda 1991. Ramajendas frigidus ingår i släktet Ramajendas och familjen Hypsibiidae. Inga underarter finns listade i Catalogue of Life.